# Igreja Católica Ortodoxa da França
A Igreja Católica Ortodoxa da França (em inglês: Orthodox Catholic Church of France; em francês: Église catholique orthodoxe de France), anteriormente Igreja Ortodoxa da França (em inglês: Orthodox Church of France OCF; em francês: Église orthodoxe de France), é uma igreja ortodoxa na França composta por três dioceses e usando o Rito Ocidental. Embora a Igreja Ortodoxa da França tenha estado em comunhão com várias Igrejas ortodoxas e canônicas durante sua história, no momento não está.

## Fundação
Louis-Charles Winnaert, também conhecido como Arquimandrita Ireneu, padre católico romano, deixou a Igreja Católica como resultado do modernismo. Winnaert, junto com um grupo de paroquianos, juntou-se à Igreja Anglicana em 1918.  Winnaert e seus adeptos então se separaram da Igreja Anglicana e se juntaram à Velha Igreja Católica em 1921. Winnaert e seus adeptos então se separaram da Velha Igreja Católica e se juntaram à Igreja Católica Liberal em 1922. Seu grupo (Igreja Católica Livre da França), foi registrado como uma associação religiosa em abril de 1922.  Bispo James Ingall Wedgwood, da Igreja Católica Liberal, consagrou Winnaert como Bispo. Depois que Winnaert e seus adeptos se separaram da Igreja Católica Liberal eles estabeleceram a Eglise catholique évangélique (Igreja Católica Evangélica) em 1924. De acordo com The Tablet, no momento do pedido para entrar em plena comunhão com a Igreja Ortodoxa Russa em 1932, o grupo de Winnaert tinha 1.500 membros, ministrados por seis padres e um diácono, em paróquias localizadas em Paris, Rouen, Bruxelas, Holanda e Roma.  A Igreja Ortodoxa Russa concordou em receber Winnaert e seu grupo em plena comunhão em 1936.  A ordenação episcopal de Winnaert foi declarada duvidosa. Winnaert foi recebido em plena comunhão como sacerdote em 1936 com a condição "que seu casamento irregular fosse dissolvido e ele não fosse elevado ao episcopado", mas foi elevado ao posto de Arquimandrita na Igreja Ortodoxa Russa. Winnaert tornou-se administrador das paróquias que foram recebidas em plena comunhão com a Igreja Ortodoxa Russa e eram supervisionadas pelo Ordinário das Igrejas russas na Europa Ocidental.
Também associado ao grupo de Eugraph Kovalevski (João de Saint-Denis), o Arquimandrita Alexis van der Mensbrugghe, um ex-padre católico romano, desejava restaurar um antigo rito romano, substituindo os acréscimos medievais por interpolações galicanas e bizantinas - embora Mensbrugghe permanecesse separado da Igreja Ortodoxa da França. Mensbrugghe foi eventualmente consagrado Bispo da Igreja Ortodoxa Russa em 1960, continuou a desenvolver seu rito ocidental sob os auspícios do Patriarcado de Moscou e publicou um missal em 1962.